# Yves Mattagne
Yves Mattagne (Etterbeek, 2 maart 1963) is een Belgische chef-kok.

## Begin van zijn loopbaan
In 1971 ontdekte Mattagne al de horeca in hotel-pension "Les Pingouins" aan de Belgische kust. Mattagne begon zijn loopbaan na zijn militaire dienst in het Brusselse Hilton-hotel, waarna hij chef van het gastronomische restaurant werd van het hotel van die keten in Gatwick. Daarna werkte hij terug in België, in L'orangerie van Michel Beyls. Vervolgens werkte hij acht maanden in het Parijse restaurant van Jacques Le Divellec.

## Sea Grill
Daarna begon hij als chef in Sea Grill dat in januari 1990 opende. In 1991 behaalde hij er zijn eerste Michelinster, in 1997 zijn tweede. Al jaren heeft hij de ambitie voor een derde Michelinster, maar die is tot nu toe nog niet gevallen. In september 2011 onthulde de voormalige chef-inspecteur van Michelin Benelux waarom hij niet tot de toekenning van een derde ster kon overgaan; het restaurant wordt er overigens niet bij name genoemd, maar voor kenners is het duidelijk dat het om dit restaurant gaat. In juli 2010 nam Mattagne het restaurant van het SAS-hotel over waarvan het personeel tot dan toe in dienst was van de hotelketen.
Het restaurant is altijd gespecialiseerd geweest in vis- en schaaldieren. Beroemd is het gerecht Homard à la presse waarvoor een speciale pers van het merk Christofle wordt gebruikt. Een van de slechts drie exemplaren staat ook in het Christofle-museum, een ander exemplaar staat in het Parijse restaurant van Jacques Le Divellec, leermeester van chef Mattagne, en voor wie de kreeftenpers gecreëerd werd.

## Atelier
Enkele jaren geleden begon Mattagne een atelier waar hij gerechten uitdacht. Het ging in de eerste jaarhelft van 2017 failliet.